# ロバート・シャーリー (1673-1699)
ロバート・シャーリー閣下（英語: Hon. Robert Shirley FRS、1673年9月4日 – 1699年2月25日）は、イングランド王国の政治家。

## 生涯
第7代準男爵サー・ロバート・シャーリー（1677年より第14代チャートリーのフェラーズ男爵）とエリザベス・ワシントン（Elizabeth Washington、1655年頃 – 1693年10月2日、ローレンス・ワシントンの娘）の長男として、1673年9月4日にストーントン・ハロルドで生まれ、18日に洗礼を受けた。カンタベリー大主教ギルバート・シェルドンが名親を務めた。幼年期にキャサリン・ヴェナブルス（Catherine Venables、1672年10月23日 – 1680年7月23日、ピーター・ヴェナブルスの娘）と婚約したが、キャサリンが1680年に早世したため立ち消えとなっている。
1688年9月27日にアン・フェラーズ（Anne Ferrers、1698年3月没、サー・ハンフリー・フェラーズの娘）と結婚、3男1女をもうけた。
- ロバート（1692年12月28日 – 1714年7月5日） - 庶民院議員
- エリザベス（1694年8月19日 – 1741年3月13日） - 第15代チャートリーのフェラーズ女男爵。1715年3月3日、第6代コンプトン男爵ジェームズ・コンプトン（後の第5代ノーサンプトン伯爵）と結婚、子供あり[4]
- フェラーズ（1696年7月5日 チャートリー城（英語版） – 1712年10月10日） - イートン・カレッジで教育を受けた後[5]、1712年5月3日にオックスフォード大学クライスト・チャーチに入学したが[6]、同年に熱病で死去[5]
- トマス（1697年7月3日 チャートリー城 – 1708年[4]）

1698年6月にシャーリー家のアイルランドにおける領地を訪れた後に帰国、1698年イングランド総選挙でスタッフォードシャー選挙区から出馬した。しかし、慣例を破って議会解散の前から選挙活動をはじめたことを対立候補のエドワード・バゴットに利用されたため、有権者に悪い印象を与えることになり、父が貴族院で対立している初代ニューカッスル公爵ジョン・ホールズや初代シュルーズベリー公爵チャールズ・タルボットからの支持を確保したにもかかわらず落選した。
1699年1月11日に王立協会フェローに選出されたが、僅か1か月後の2月25日に天然痘によりロンドンで死去、ストーントン・ハロルドで埋葬された。